# Стейсі-Стріт (Флорида)
Стейсі-Стріт (англ. Stacy Street) — переписна місцевість (CDP) в США, в окрузі Палм-Біч штату Флорида. Населення — 978 осіб (2020).

## Географія
Стейсі-Стріт розташоване за координатами 26°41′52″ пн. ш. 80°7′26″ зх. д. / 26.69778° пн. ш. 80.12389° зх. д. (26.697815, -80.123927).  За даними Бюро перепису населення США в 2010 році переписна місцевість мала площу 0,30 км², уся площа — суходіл.

## Демографія
Згідно з переписом 2010 року, у переписній місцевості мешкало 858 осіб у 210 домогосподарствах у складі 176 родин. Густота населення становила 2892 особи/км².  Було 247 помешкань (833/км²).
Расовий склад населення:
| - 41,6 % — чорних або афроамериканців - 25,2 % — білих - 1,3 % — корінних американців - 0,6 % — азіатів - 0,1 % — вихідців з тихоокеанських островів - 29,4 % — осіб інших рас |

До двох чи більше рас належало 1,9 %. Частка іспаномовних становила 49,2 % від усіх жителів.
За віковим діапазоном населення розподілялося таким чином: 41,3 % — особи молодші 18 років, 57,1 % — особи у віці 18—64 років, 1,6 % — особи у віці 65 років та старші. Медіана віку мешканця становила 22,7 року. На 100 осіб жіночої статі у переписній місцевості припадало 98,6 чоловіків;  на 100 жінок у віці від 18 років та старших — 109,1 чоловіків також старших 18 років.
Середній дохід на одне домашнє господарство  становив 37 668 доларів США (медіана — 40 559), а середній дохід на одну сім'ю — 37 668 доларів (медіана — 40 559). За межею бідності перебувало 23,1 % осіб, у тому числі 56,6 % дітей у віці до 18 років та 0,0 % осіб у віці 65 років та старших.
Цивільне працевлаштоване населення становило 300 осіб. Основні галузі зайнятості: роздрібна торгівля — 52,3 %, науковці, спеціалісти, менеджери — 18,7 %, мистецтво, розваги та відпочинок — 11,7 %, фінанси, страхування та нерухомість — 9,0 %.